# Prima Divisione 1935
La Prima Divisione 1935 è stata la ?ª edizione della seconda divisione del campionato italiano maschile di pallanuoto.

## Fase a gironi

### Gironi
| Girone A                              | Girone B                                    | Girone C                                         |
| ------------------------------------- | ------------------------------------------- | ------------------------------------------------ |
| - Venezia - Verona - Milano - Bologna | - Pro Recco - Libertas - Albarese - Ansaldo | - Canottieri Napoli - Giovinezza NA - FGC Napoli |

### I girone

#### Classifica
|  |    | Fase a gironi 1935 | Pt | G | V | N | P | GF | GS | DR |
|  | -- | ------------------ | -- | - | - | - | - | -- | -- | -- |
|  | 1. | Bologna            | 11 | 6 | 5 | 1 | 0 | 20 | 3  | _  |
|  | 2. | Milano             | 7  | 5 | 3 | 1 | 1 | 9  | 5  | _  |
|  | 3. | Venezia            | 2  | 5 | 1 | 0 | 4 | 7  | 13 | _  |
|  | 4. | Verona             | 2  | 6 | 1 | 0 | 5 | 5  | 20 | _  |

Verdetti
- Bologna qualificato alle Finali.

#### Calendario e risultati
| andata       | 1ª giornata    | ritorno      |
| 16 giu. 1935 |                | 29 giu. 1935 |
| -            | Venezia-Verona | 1-4          |
| -            | Milano-Bologna | 1-1          |

| andata       | 2ª giornata     | ritorno      |
| 20 giu. 1935 |                 | 30 giu. 1935 |
| -            | Verona-Milano   | -            |
| -            | Bologna-Venezia | 3-1          |

| andata       | 3ª giornata    | ritorno     |
| 23 giu. 1935 |                | 7 lug. 1935 |
| -            | Venezia-Milano | -           |
| 1-4          | Verona-Bologna | -           |

### II Girone

#### Classifica
|  |    | Fase a gironi 1935 | Pt | G | V | N | P | GF | GS | DR |
|  | -- | ------------------ | -- | - | - | - | - | -- | -- | -- |
|  | 1. | Libertas           | 8  | 5 | 3 | 2 | 0 | 9  | 2  | _  |
|  | 2. | Pro Recco          | 6  | 5 | 2 | 2 | 1 | 12 | 2  | _  |
|  | 3. | Ansaldo            | 4  | 5 | 2 | 0 | 3 | 4  | 15 | _  |
|  | 4. | Albarese (rit.)    | -  | - | - | - | - | -  | -  | -  |

Verdetti
- Libertas qualificata alle Finali.
- Albarese ritirata.

#### Calendario e risultati
| andata       | 1ª giornata      | ritorno      |
| 16 giu. 1935 |                  | 29 giu. 1935 |
| 4-0          | Libertas-Ansaldo | 2-1          |
| 0-4          | Albarese-Recco   | n.d.         |

| andata       | 2ª giornata      | ritorno      |
| 20 giu. 1935 |                  | 30 giu. 1935 |
| 1-1          | Recco-Libertas   | 0-0          |
| ann.         | Albarese-Ansaldo | n.d.         |

| andata       | 3ª giornata       | ritorno     |
| 23 giu. 1935 |                   | 7 lug. 1935 |
| n.d.         | Libertas-Albarese | n.d.        |
| 1-0          | Ansaldo-Recco     | 0-9         |

### III Girone

#### Classifica
|  |    | Fase a gironi 1935 | Pt | G | V | N | P | GF | GS | QR    |
|  | -- | ------------------ | -- | - | - | - | - | -- | -- | ----- |
|  | 1. | Canottieri Napoli  | 7  | 4 | 3 | 1 | 0 | 12 | 4  | 3.000 |
|  | 2. | FGC Napoli         | 3  | 4 | 1 | 1 | 2 | 7  | 10 | 0.700 |
|  | 3. | Giovinezza NA      | 2  | 4 | 0 | 1 | 3 | 6  | 11 | 0.545 |

Verdetti
- Canottieri Napoli qualificato alle Finali.

#### Calendario e risultati
| andata       | 1ª giornata          | ritorno      |
| 16 giu. 1935 |                      | 29 giu. 1935 |
| 2-3          | Canottieri NA-FGC NA | 4-0          |

| andata       | 2ª giornata                 | ritorno      |
| 20 giu. 1935 |                             | 30 giu. 1935 |
| 2-5          | Giovinezza NA-Canottieri NA | 0-1          |

| andata       | 3ª giornata          | ritorno     |
| 23 giu. 1935 |                      | 7 lug. 1935 |
| 2-4          | Giovinezza NA-FGC NA | 0-3         |

### Finali
Dopo la partita del 15 luglio, la Canottieri si era provvisoriamente ritirata dal girone finale, per poi cambiare idea e disputare le partite rimanenti.
- 14-07: Libertas-Bologna 1-0.
- 15-07: Libertas-Canottieri NA 1-0.
- 17-07: Bologna-Canottieri NA 1-1.
- 21-07: Bologna-Libertas 1-2.
- 25-07: Canottieri NA-Bologna 6-0.
- 29-07: Canottieri NA-Libertas.

Classifica parziale
|  |    | Girone finale 1935 | Pt | G | V | N | P | GF | GS | QR    |
|  | -- | ------------------ | -- | - | - | - | - | -- | -- | ----- |
|  | 1. | Libertas           | 6  | 3 | 3 | 0 | 0 | 4  | 1  | 4.000 |
|  | 2. | Canottieri Napoli  | 3  | 3 | 1 | 1 | 1 | 7  | 2  | 3.500 |
|  | 3. | Bologna            | 1  | 4 | 0 | 1 | 3 | 1  | 10 | 0.100 |

Verdetto
- Libertas campione di I Divisione e promosso in Divisione Nazionale A.